# Église Saint-Raymond d'Audierne
L'église Saint-Raymond ou Saint-Rumon (saint Rumon serait un frère de saint Tugdual et est particulièrement honoré en Cornouailles anglaise), est une église située dans le département français du Finistère, sur la commune d'Audierne.

## Historique
L'église était initialement dédiée à saint Rumon : ce saint peu connu était aussi honoré à Saint-Jean-Trolimon (qui lui doit son nom, la paroisse s'appelant par le passé Treff Rumon ("la trève de Rumon") et dans trois paroisses de la Cornouailles anglaise : Ruan Major, Ruan Minor et Ruan Lanihorne ; il est aussi le saint patron de l'abbaye de Tavistock dans le Devon, laquelle détenait ses reliques.
L'église, en granite, a été construite dans les douves de l'ancien château d'Audierne, lui-même étant un vestige d'un ancien camp romain. Ce n'est que vers le milieu du XVIIe siècle que le clergé substitua à saint Rumon le culte de saint Raymond Nonnat, cardinal catalan et deuxième maître de l'ordre de la Merci (qui sauvait les prisonniers des musulmans), mort en 1240.
L'église fait l'objet d'une inscription au titre des monuments historiques depuis le 11 mai 1932

## Description
"Jadis  sous  le  patronage de  Saint-Rumon.  Elle  comprend  une  nef  avec  bas-côtés  de  trois travées,  un  transept  et  un  choeur  et  date  en  majeure  partie  du XVIIe siècle.
Le  chœur  fut  construit  en  1607,  le  porche  en  1612,  et  l'édifice  achevé  peu  après.  La  porte  ouest,  en  anse  de  panier,  est  en- cadrée  de  colonnes  torses  en  nid  d'abeilles.  Le  porche  latéral  a son  ouverture  antérieure  en  anse  de  panier,  avec  tympan  ajouré et colonnes en nid  d'abeilles  ;  il  est voûté  sur  croisée  d'ogives avec liernes  transversale  et  longitudinale,  les  branches  d'ogives  amorties  sur  culots  sculptés. 
En  1646,  l'on  construisit  la  sacristie  et,  le  19  février  1652, l'on  commença  le  reliquaire,  aujourd'hui  disparu. 

Le  clocher  a  été  reconstruit  au  XVIIIe siècle.  Très  lourd  et coiffé  d'un  dôme,  il  porte  l'inscription  :  «  H.  MATHIEU  YVENOU  F.  L. AN  1731  ».  Il  est,  avec  celui  de  Plogonnec,  l'un  des  rares  clochers baroques  du  diocèse."
La nef comporte un chœur polygonal datant de 1607 ; le clocher date initialement de 1631, mais il a été reconstruit en style baroque au XVIIIe siècle. Trois bateaux sont sculptés sur la façade sud et le porche ouest de l’église : un bâtiment à hune, un langoustier et une barque de pêcheurs, ce qui illustre les activités et la richesse des marchands d'Audierne à cette époque.

Église Saint-Raymond
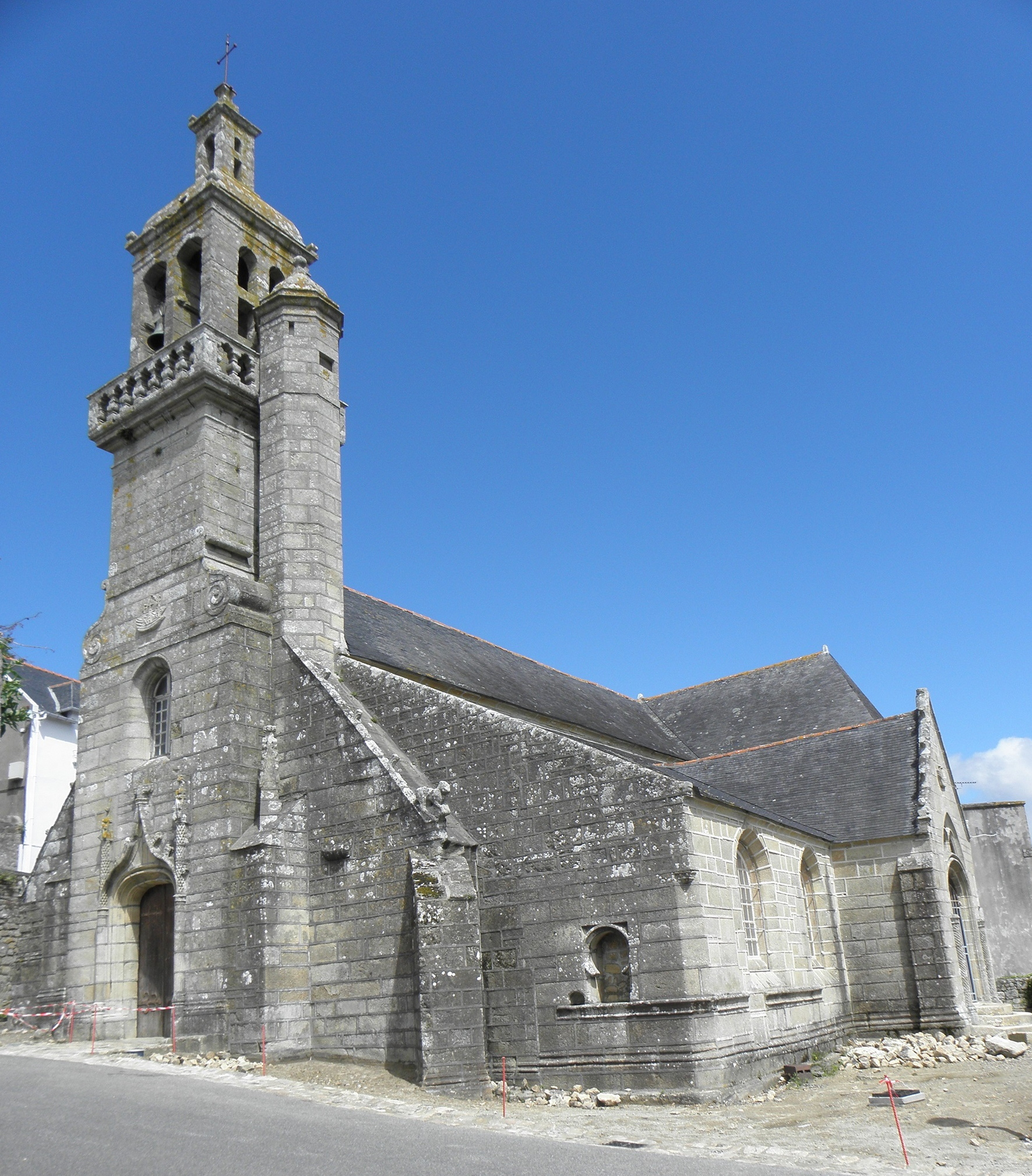
L'église et sa place.
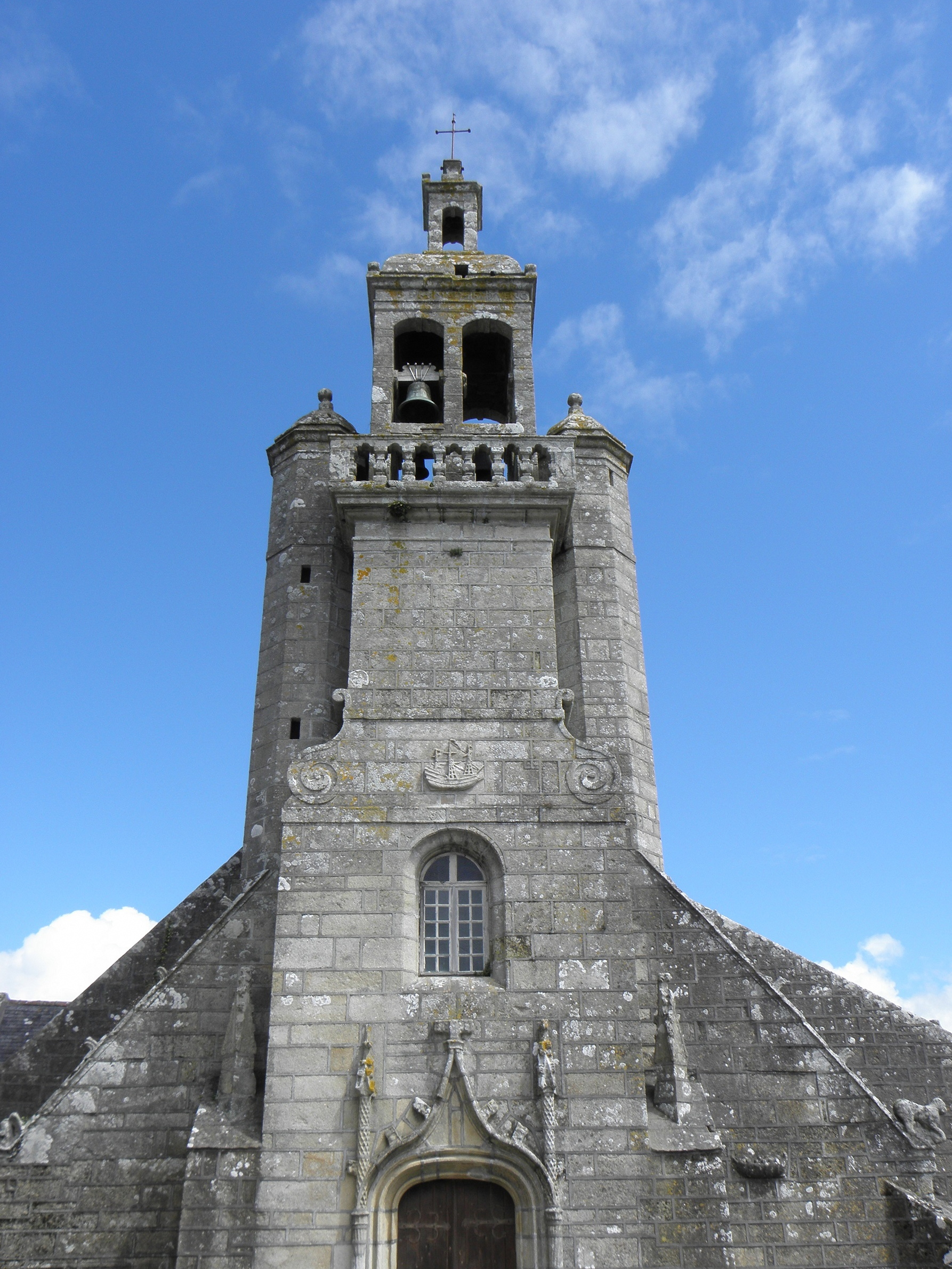
Le clocher de l'église.
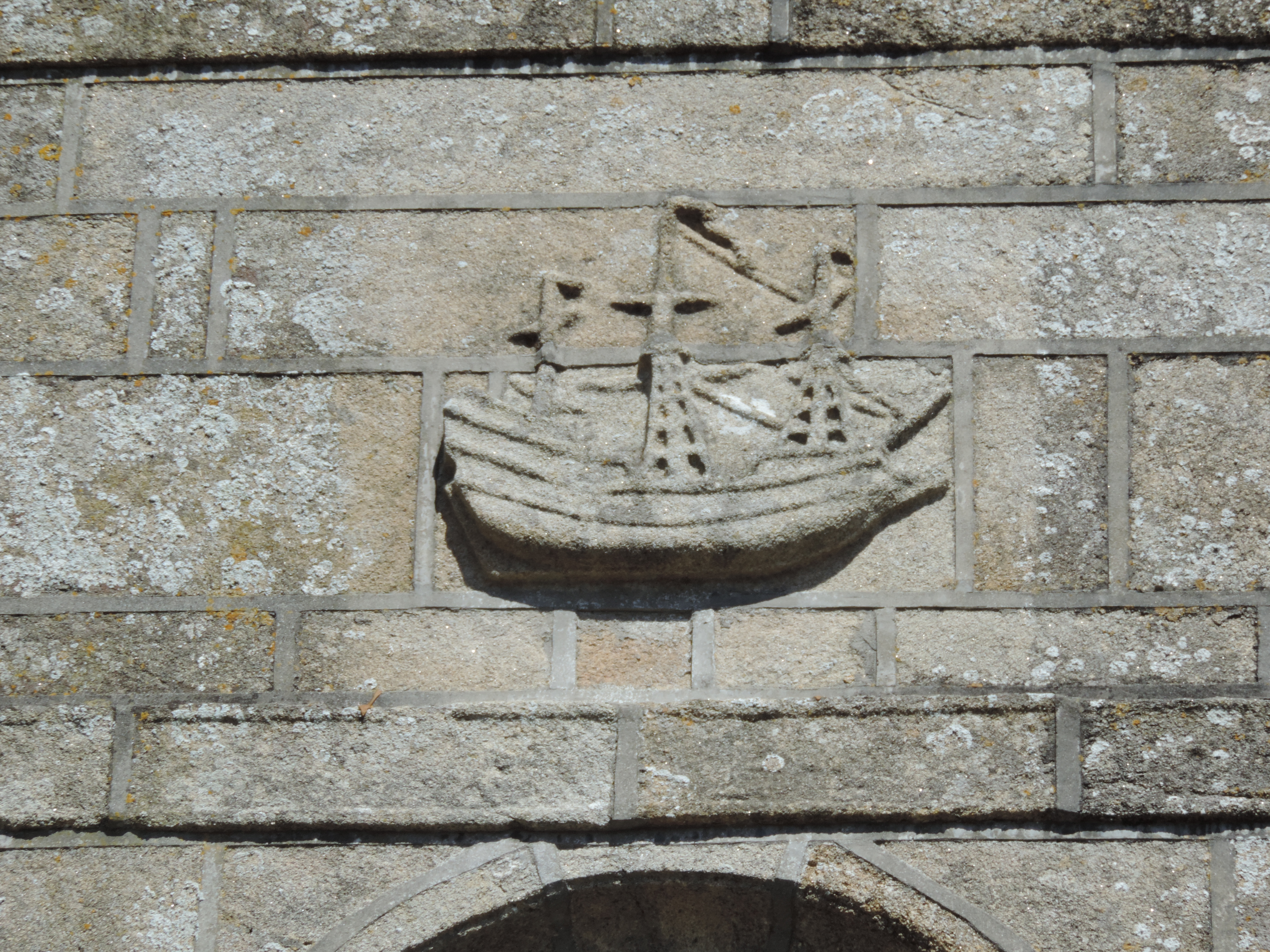
Détail au-dessus de l'entrée.
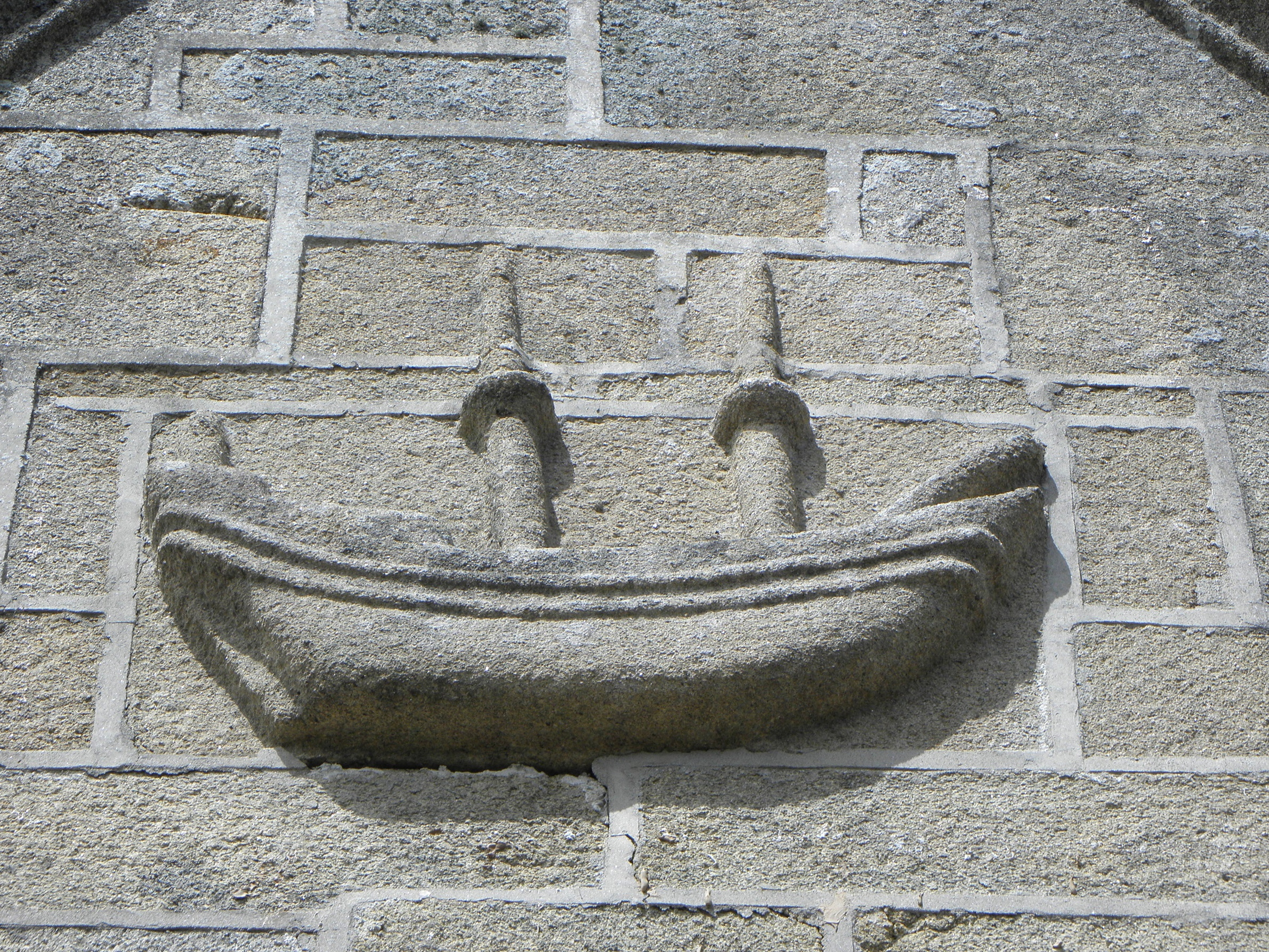
Détail sur la façade sud.
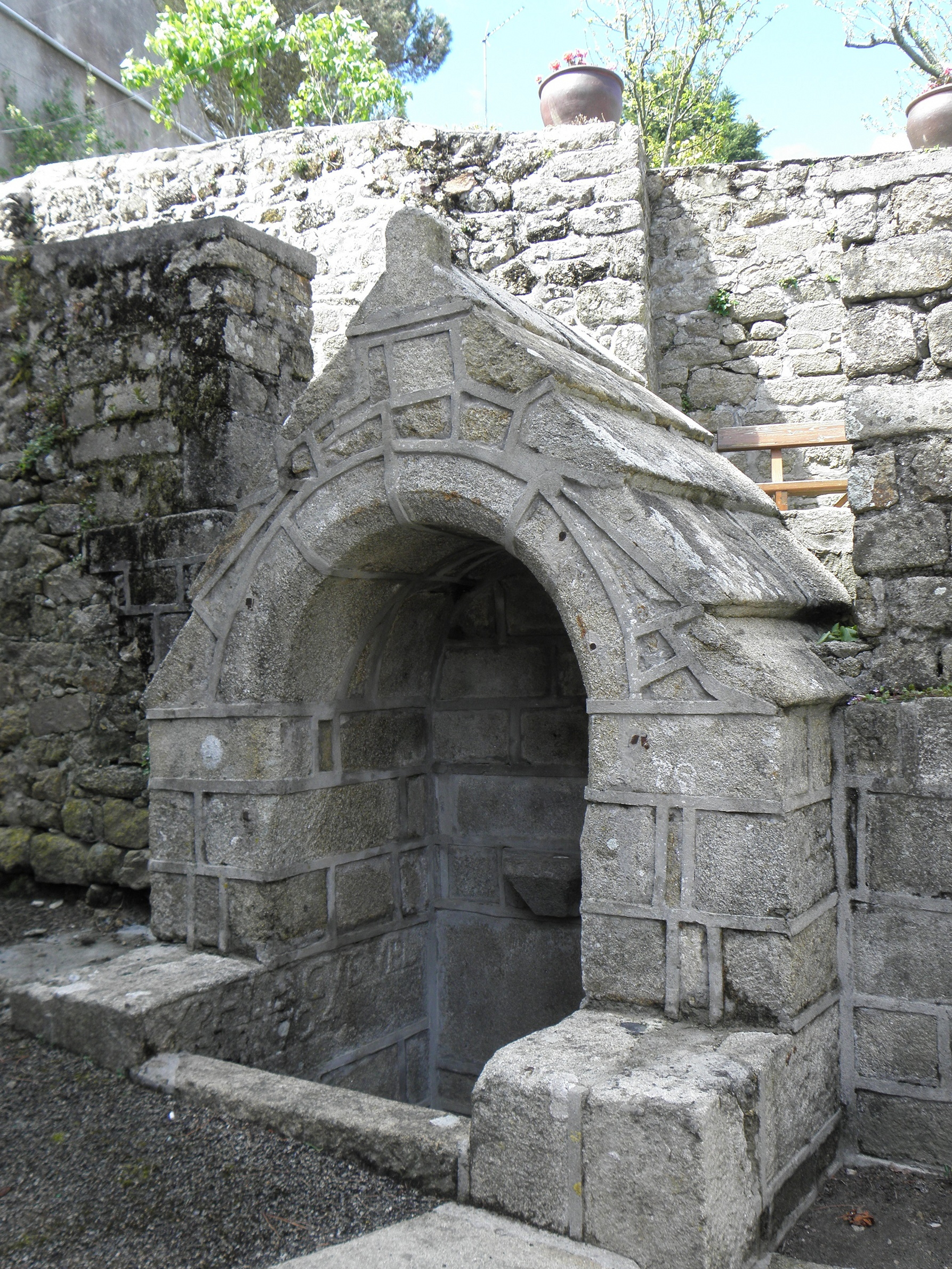
Fontaine de Saint-Raymond.

"Mobilier  :  Maître-autel  de  1785  ;  statues  de  saint  Raymond et  de  saint  Julien  ;  deux  tableaux  du  XIXe siècle  dons  de  l'Etat  : l'un  copie  d'une  Annonciation  de  Vasari,  l'autre  Martyre  des Machabées.  Autre  tableau  du  XVIIe siècle représentant  l'Assomption. Près  de  l'église  fontaine  de  Saint-Raymond." 
L'église possède un tableau de Gustave Lassalle-Bordes représentant "Les sept Maccabées" cette œuvre est une commande d'état datée de 1847.

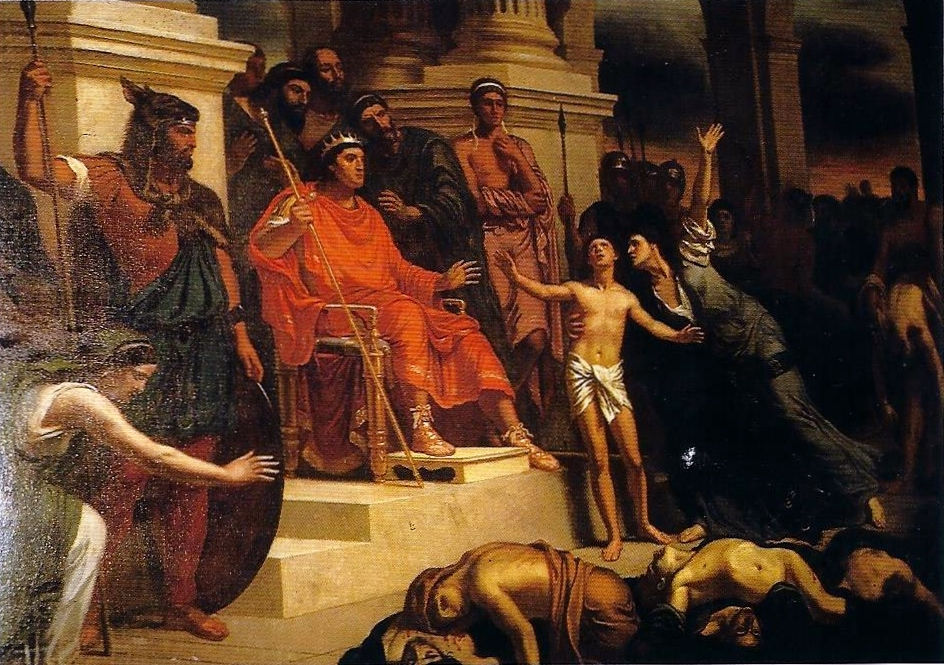
Gustave Lassalle-Bordes : Les sept Maccabées.

## La fontaine Saint-Raymond
Cette fontaine de dévotion est datée de 1704 et porte des inscriptions difficilement lisibles : « X PHILE GUEVEL FAB 1704 A GUILLOU SINDIC 1704 ». Une ancienne pierre tombale a été réemployée à la base de la fontaine : elle portait l'inscription suivante : « LE CORPS DE MARIE JEANNE RAIMONE BARGILLIAT DECEDEE LE 10 JANVIER 1838 ».